# San Marino i olympiska vinterspelen 1988
San Marino deltog med fem deltagare vid de olympiska vinterspelen 1988 i Calgary. Ingen av landets deltagare erövrade någon medalj.